# Крупієвський Михайло Юрійович
Михайло Юрійович Крупієвський (нар. 26 вересня 1962 року) — український режисер, продюсер, телевізійний діяч. Засновник компанії «Фільм Плюс продакшн».
Заслужений діяч мистецтв України.

## Біографія
Освіта: Київський інститут інженерів цивільної авіації, Київський національний університет театру, кіно і телебачення імені І. К. Карпенка-Карого.
Обійманні посади:
- 1984—1986 — головний інженер (Об'єднаний авіаційний загін, м. Усть-Кут).
- 1987—1990 — телеоператор (телекомпанія УТ-1).
- 1990—1992 — керівник відділу зовнішніх зв'язків (Міжнародний медіацентр).
- 1992—1997 — режисер-оператор (телеканали: ВВС, ОРТ, Sky News[en], PBS).
- З 1997 до теперішнього часу — засновник, продюсер, режисер (ООО «Фільм Плюс продакшн»).
- 1999—2000 — генеральний продюсер (телекомпанія ММЦ-СТБ).
- 2013 — заступник директора з розвитку каналу (телеканал ТВі)[1].

### Діяльність

#### Документальне кіно

Назви своє ім'я (фільм)

- 1993 рік — режисер-оператор документальних фільмів: «Естонія — зі Сходу на Захід», «Приватизація. Чеський феномен», «Уроки приватизації у Росії». На замовлення Price Whater House, USAID.
- 1993 рік — оператор документального фільму «Російська революція 1917». TV company «SKY»[en].
- 1994 рік — оператор документального фільму «Подорож з Чехії у Словаччину». Продюсер Bill Kimball[en]. Гранд-Прі фестивалю кабельних каналів США, Лос Анжелес. TV company «Travel Channel»[en].
- 1992—1996 роки — режисер-оператор документальних фільмів «Наша школа», «Історія нашого двору», «Футбольний клуб „Спартак-Владикавказ“», «Новосибірськ», «Завод Сухого», «Малий бізнес в Україні», 5 серійний документальний цикл «Україна. Як себе прогодувати».
- 2000 рік — продюсер документального фільму «Діти Донбасу». Режисер Сергій Буковський.
- 2006 рік — виконавчий продюсер[4] документального фільму «Назви своє ім'я / Spell Your Name». Україна — США. Режисер Сергій Буковський. Продюсери Стівен Спілберг, Віктор Пінчук. Виробництво: USC Shoah.
- 2016 рік — автор сценарію та режисер документального фільму «Моя Україна [Архівовано 19 лютого 2017 у Wayback Machine.][5]» до 25 річниці незалежності України. На замовлення каналу ICTV.

#### Концерти, фестивалі, публічні заходи
- 1995 рік — режисер-постановник фестивалю «Україна. Весна. Славутич» за участи зірки французької естради Патрісії Каас. Місто Славутич.
- 1997 рік — режисер-постановник пісенного конкурсу «Пісня-97». Київ, палац Україна.
- 1997 рік — режисер-постановник музичного фестивалю «Червона Рута». Харків, Київ.
- 1997 рік — режисер-постановник сольного концерту Таїсії Повалій «Я Вас люблю». Київ, Палац Україна.
- 2000 рік — режисер-постановник сольного концерту Таїсії Повалій «Буде так». Київ, Палац Україна.
- 2000 рік — режисер-постановник та виконавчий продюсер фестивалю «Золотий скіф». Донецьк.
- 2001 рік — продюсер телетрансляції Божественної Літургії Святішого Папи Римського Івана Павла II. Стадіоні «Чайка». Київ.
- 2001—2002 роки — режисер-постановник телетрансляції фестивалю «Таврійські ігри». Каховка.
- 2003 рік — продюсер та режисер-постановник сольного концерту Тараса Чубая «Світло і Сповідь». Київ, Палац Україна.
- 2003 рік — продюсер та режисер-постановник дежа-вю концерту «Відлуння століття» за участі баритона Костянтина Ріттеля-Кобилянського [Архівовано 13 березня 2016 у Wayback Machine.] . Київ. Національна опера України.
- 2005 рік — режисер-постановник та виконавчий продюсер інавгурації Президента України Віктора Ющенка[6]. Київ. Майдан Незалежності.
- 2005 рік — режисер-постановник та виконавчий продюсер пісенного конкурсу «Євробачення» 2005. Київ. Палац спорту[6].
- 2006 рік — виконавчий продюсер, режисер-постановник ювілейного гала-концерту «10 років телеканалу „Інтер“». Київ. Майдан Незалежності.
- 2007 рік — режисер-постановник телевізійної трансляції концерту Елтона Джона[6]. Київ. Майдан Незалежності.
- 2008 рік — продюсер, автор ідеї й режисер-постановник фестивалю «Наше Різдво»[7]. Київ, палац спорту. Львів, оперний театр.
- 2008 рік — автор ідеї, продюсер фестивалю «Ніч Незалежності».
- 2011 рік — режисер-постановник концерту гурту «Брати Гадюкіни» пам'яті Сергія Кузьминського. Київ. Палац спорту.
- 2012 рік — режисер-постановник фестивалю «Крим Мюзік Фест 2012». Ялта, концертний зал Ювілейний[8].
- 2012 рік — режисер-постановник ювілейного концерту музичної формації «Піккардійська Терція», присвяченого 20-й річниці її творчості. Київ. Палац Україна[9].
- 2015 рік — режисер-постановник концерту «Скрябін. Концерт пам'яті». Київ, палац спорту. Львів, Арена Львів.
- 2016 рік — автор сценарію і режисер документального фільму "Моя Україна" до 25-ї річниці Незалежності України. На замовлення телеканалу ICTV.
- 2019 рік — директор фестивалю «VIA CARPATIA».
- 2020 рік — автор сценарію, режисер і продюсер документального фільму "Чубай. Говорити знову". За підтримки УКФ.
- 2021 рік — продюсер документального фільму "Вперед у 90-ті". За підтримки УКФ

#### Телевізійні програми
- 2007 рік — виконувач продюсер Музичного новорічного фільму «Дуже новорічне кіно або Ніч у музеї» на замовлення телеканалу «ІНТЕР»[10].
- 2002—2015 роки — автор форматів, виконувач продюсер, режисер-постановник телевізійної програми «Хто там?», «Лото Забава» на замовлення лотерейного оператора «МСЛ».

### Особисте життя
Розлучений, має три доньки.